# Malgassoclanis suffuscus
Malgassoclanis suffuscus är en fjärilsart som beskrevs av Griveaud 1959. Malgassoclanis suffuscus ingår i släktet Malgassoclanis och familjen svärmare. Inga underarter finns listade i Catalogue of Life.